# Otto Preminger
Otto Ludwig Preminger (n. 5 decembrie 1905, Vijnița, Austro-Ungaria - d. 23 aprilie 1986, New York, SUA) a fost un regizor american de origine austriacă, actor, producător, probabil cel mai bine cunoscut pentru regia filmului noir clasic Laura (1944).

## Filmografie
- 1931 Dragostea cea mare (Die große Liebe)
- 1936 Subjugat de tine (Under Your Spell)
- 1937 Danger - Love at Work
- 1938 Kidnapped
- 1942 The Pied Piper
- 1943 Limita greșelii (Margin for Error)
- 1943 They Got Me Covered
- 1944 In the Meantime, Darling
- 1944 Laura
- 1945 Un scandal regal (A Royal Scandal)
- 1945 Fallen Angel
- 1946 Centennial Summer
- 1947 Amber: cariera unei curtezane (Forever Amber)
- 1947 Daisy Kenyon
- 1949 Evantaiul (The Fan)
- 1949 Whirlpool
- 1950 Unde se termină trotuarul (Where the Sidewalk Ends)
- 1951 A treisprezecea scrisoare (The 13th Letter)
- 1953 Chip de înger (Angel Face)
- 1953 Stalag 17 (1953) (doar ca actor, regizat de Billy Wilder)
- 1953 Luna e albastră (The Moon Is Blue)
- 1953 Die Jungfrau auf dem Dach
- 1954 Carmen Jones
- 1954 Fluviul fără întoarcere (River of No Return)
- 1955 Cazul Billy Mitchell (The Court-Martial of Billy Mitchell)
- 1956 Omul cu brațul de aur (The Man with the Golden Arm)
- 1957 Sfânta Ioana (Saint Joan)
- 1958  Bonjour tristesse (Bonjour Tristesse)
- 1959 Porgy și Bess (Porgy and Bess)
- 1959 Anatomia unei crime (Anatomy of a Murder)
- 1960 Exodus
- 1962 Furtună la Washington (Advise and Consent)
- 1963 Cardinalul (The Cardinal)
- 1965 În calea răului (In Harm's Way)
- 1965 Bunny Lake a dispărut (Bunny Lake Is Missing)
- 1967 Grăbiți apusul soarelui (Hurry Sundown)
- 1968 Skidoo
- 1970 Spune-mi că mă iubești, Junie Moon (Tell Me That You Love Me, Junie Moon)
- 1971 Prieteni foarte buni (Such Good Friends)
- 1975 Rosebud
- 1977 The Hobbit (doar ca actor)
- 1979 Factorul uman (The Human Factor)

## Premii
Filmul său Anatomy of a Murder  a fost nominalizat la Premiul Oscar pentru cel mai bun film. A fost nominalizat de două ori la  Premiul Oscar pentru cel mai bun regizor pentru filmele Laura și Cardinalul. A câștigat Ursul de Argint (Berlin) pentru Carmen Jones la a 5-a ediție a Festivalului International de Film de la Berlin.

## Legături externe
Materiale media legate de Otto Preminger la Wikimedia Commons
- Otto Preminger la Internet Movie Database
- en Otto Preminger la Internet Broadway Database
- Otto Preminger la Find a Grave
- Cinema Retro: Keir Dullea Recalls Starring in Preminger's Bunny Lake is Missing
- Literature on Otto Preminger